# Túpac Amaru (Morropón)
Túpac Amaru es un caserío peruano ubicado en el distrito de Yamango, perteneciente a la provincia de Morropón del departamento de Piura, al norte del Perú. 

## Ubicación
Túpac Amaru se ubica al noreste de la provincia de Morropón, en el distrito de Yamango, en el departamento de Piura.

## Demografía
En 2017 Túpac Amaru tenía una población de 48 habitantes.
| Gráfica de evolución demográfica de Túpac Amaru entre 1993 y 2017 |
|                                                                   |
| Fuentes: Población 1993 y 2017                                    |